# Psi3 Aquarii
Psi3 Aquarii (ψ3 Aquarii, förkortat Psi3 Aqr, ψ3 Aqr) som är stjärnans Bayerbeteckning, är en visuell dubbelstjärna belägen i den östra delen av stjärnbilden Vattumannen. Den har en skenbar magnitud på 4,98 och är synlig för blotta ögat där ljusföroreningar ej förekommer. Baserat på parallaxmätning inom Hipparcosuppdraget på ca 12,5 mas, beräknas den befinna sig på ett avstånd på ca 262 ljusår (ca 80 parsek) från solen.

## Egenskaper
Primärstjärnan Psi3 Aquarii A är en blå till vit stjärna i huvudserien av spektralklass A0 V. Den har en radie som är omkring dubbelt så stor som solens och utsänder från dess fotosfär ca 70 gånger mera energi än solen vid en effektiv temperatur av ca 9 800 K.
Psi3 Aquarii A har en följeslagare av 11:e magnituden, separerad med 1,5 bågsekunder från primärstjärnan. Konstellationen är en källa till röntgenstrålning med en styrka på 8,34 × 1029 erg/s, vilken sannolikt kommer från följeslagaren.